# Andirá
Andirá este un oraș în Paraná (PR), Brazilia.